# Форе Сен Жилијен
Форе Сен Жилијен (фр. Forest-Saint-Julien) насеље је и општина у Француској у региону Прованса-Алпи-Азурна обала, у департману Горњи Алпи која припада префектури Гап.
По подацима из 2011. године у општини је живело 288 становника, а густина насељености је износила 41,44 становника/km². Општина се простире на површини од 6,95 km². Налази се на средњој надморској висини од 1200 метара (максималној 1.631 m, а минималној 1.015 m).

## Демографија
| 1962. | 1968. | 1975. | 1982. | 1990. | 1999. | 2011. |
| ----- | ----- | ----- | ----- | ----- | ----- | ----- |
| 227   | 231   | 197   | 177   | 178   | 218   | 288   |

График промене броја становника у току последњих година